# Любава (гмина)
Любава (пол. Lubawa) — сельская гмина (волость) в Польше, входит как административная единица в Илавский повет, Варминьско-Мазурское воеводство. Население — 10 759 человек (на 2018 год).

## Демография
Данные 2018 года:
| Перепись                       | Всего   | Всего | Мужчины | Мужчины | Женщины | Женщины |
| ------------------------------ | ------- | ----- | ------- | ------- | ------- | ------- |
| Единицы                        | человек | %     | человек | %       | человек | %       |
| Население                      | 10 759  | 100   | 5451    | 50,7    | 5308    | 49,3    |
| Плотность населения (чел./км²) | 46      | 46    |         |         |         |         |

## Сельские округа
1. Бышвалд
2. Черлин
3. Фиево
4. Герлож
5. Грабово
6. Гутово
7. Казанице
8. Лёсы
9. Любстын
10. Любстынек
11. Людвихово
12. Лонжын
13. Мортенги
14. Омуле
15. Померки
16. Пронтница
17. Рачек
18. Раковице
19. Роженталь
20. Руменица
21. Самплава
22. Щепанково
23. Тарговиско-Дольне
24. Тушево
25. Валдыки
26. Зельково
27. Злотово

## Соседние гмины
1. Гмина Домбрувно
2. Гмина Гродзично
3. Гмина Илава
4. Любава
5. Гмина Нове-Място-Любавске
6. Гмина Оструда
7. Гмина Рыбно